# Wayne Gardner
Wayne Michael Gardner (Wollongong, Australia, 11 de octubre de 1959) es un expiloto australiano de motociclismo que sobresalió a finales de los años 1980 y principios de los 90 corriendo para el equipo oficial de Honda con el que consiguió ser campeón del mundo en 1987.
Es padre del también campeón del mundo de motociclismo Remy Gardner.

## Biografía
Ganó su primera carrera en la categoría reina en el Gran Premio de España de 1986, en el circuito del Jarama. Protagonizó grandes duelos con los grandes pilotos de la época como Randy Mamola, Eddie Lawson, Wayne Rainey, Michael Doohan y Kevin Schwantz.
Después de su victoria en el Mundial de 500cc en 1987, fue galardonado con la Medalla al Orden de Australia (OAM) en 1988. Está casado y tiene dos hijos, Remy Gardner y Luca con los que vive en sus casas de Sídney y Mónaco.

## Resultados

### Resultados en las 8 Horas de Suzuka
| Año  | Equipo                | Copiloto         | Moto         | Inicio | Final | Vueltas | Tiempo  |
| ---- | --------------------- | ---------------- | ------------ | ------ | ----- | ------- | ------- |
| 1985 | Team HRC              | Masaki Tokuno    | Honda RVF750 | 2.º    | 1.º   | 195     | 8:01.40 |
| 1986 | Team HRC              | Dominique Sarron | Honda RVF750 | 1.º    | 1.º   | 197     | 8:01.30 |
| 1991 | Oki Honda Racing Team | Mick Doohan      | Honda RVF750 | 1.º    | 1.º   | 192     | 7:59.25 |
| 1992 | Oki Honda Racing Team | Daryl Beattie    | Honda RVF750 | 5.º    | 1.º   | 208     | 8:00.07 |

### Campeonato del Mundo de Motociclismo
Sistema de puntuación desde 1969 hasta 1987:
| Posición | 1.º | 2.º | 3.º | 4.º | 5.º | 6.º | 7.º | 8.º | 9.º | 10.º |
| Puntos   | 15  | 12  | 10  | 8   | 6   | 5   | 4   | 3   | 2   | 1    |

Sistema de puntuación desde 1988 hasta 1991:
| Posición | 1.º | 2.º | 3.º | 4.º | 5.º | 6.º | 7.º | 8.º | 9.º | 10.º | 11.º | 12.º | 13.º | 14.º | 15.º |
| Puntos   | 20  | 17  | 15  | 13  | 11  | 10  | 9   | 8   | 7   | 6    | 5    | 4    | 3    | 2    | 1    |

Sistema de puntuación en 1992:
| Posición | 1.º | 2.º | 3.º | 4.º | 5.º | 6.º | 7.º | 8.º | 9.º | 10.º |
| Puntos   | 20  | 15  | 12  | 10  | 8   | 6   | 4   | 3   | 2   | 1    |

#### Carreras por año
(Carreras en negrita indica pole position, carreras en cursiva indica vuelta rápida)
| Año  | Cat.  | Equipo         | Moto   | 1       | 2       | 3       | 4     | 5       | 6     | 7       | 8       | 9       | 10      | 11      | 12      | 13    | 14      | 15    | Pts. | Pos. |
| ---- | ----- | -------------- | ------ | ------- | ------- | ------- | ----- | ------- | ----- | ------- | ------- | ------- | ------- | ------- | ------- | ----- | ------- | ----- | ---- | ---- |
| 1983 | 500cc | Honda-Britain  | NS500  | RSA -   | FRA -   | NAC -   | ALE - | ESP -   | AUT - | YUG -   | NED Ret | BEL -   | GBR 16  | SUE -   | RSM -   |       |         |       | 0    | -    |
| 1984 | 500cc | Honda-Britain  | NS500  | RSA -   | NAC 4   | ESP -   | AUT - | ALE -   | FRA - | YUG -   | NED 5   | BEL 7   | GBR 6   | SUE 3   | RSM DNS |       |         |       | 33   | 7.º  |
| 1985 | 500cc | Rothmans-Honda | NS500  | RSA 3   | ESP 4   | ALE 6   | NAC 3 | AUT 15  | YUG 3 | NED 3   | BEL 4   | FRA Ret | GBR Ret | SUE Ret | RSM 2   |       |         |       | 73   | 4.º  |
| 1986 | 500cc | Rothmans-Honda | NSR500 | ESP 1   | NAC 16  | ALE 2   | AUT 2 | YUG 3   | NED 1 | BEL 4   | FRA 5   | GBR 1   | SUE 2   | RSM 2   |         |       |         |       | 117  | 2.º  |
| 1987 | 500cc | Rothmans-Honda | NSR500 | JAP 2   | ESP 1   | ALE 10  | NAC 1 | AUT 1   | YUG 1 | NED 2   | FRA 4   | GBR 2   | SUE 1   | CZE 1   | RSM 3   | POR 4 | BRA 1   | ARG 3 | 178  | 1.º  |
| 1988 | 500cc | Rothmans-Honda | NSR500 | JAP 2   | USA 2   | ESP 3   | EXP 5 | NAC 2   | ALE 8 | AUT Ret | NED 1   | BEL 1   | YUG 1   | FRA 4   | GBR 2   | SUE 2 | CHE 1   | BRA 2 | 229  | 2.º  |
| 1989 | 500cc | Rothmans-Honda | NSR500 | JAP 4   | AUS 1   | USA Ret | ESP - | NAC -   | ALE - | AUT -   | YUG -   | NED 6   | BEL Ret | FRA Ret | GBR NC  | SUE 3 | CHE DNS | BRA 7 | 67   | 10.º |
| 1990 | 500cc | Rothmans-Honda | NSR500 | JAP 2   | USA Ret | ESP 1   | NAC 4 | ALE -   | AUT - | YUG -   | NED Ret | BEL 10  | FRA 2   | GBR Ret | SUE 3   | CHE 2 | HUN 4   | AUS 1 | 138  | 5.º  |
| 1991 | 500cc | Rothmans-Honda | NSR500 | JAP 5   | AUS 4   | USA 7   | ESP 7 | ITA     | ALE 5 | AUT 4   | EUR 3   | NED 3   | FRA 10  | GBR 5   | RSM 4   | CHE 4 | LMA 5   | MAL 2 | 161  | 5.º  |
| 1992 | 500cc | Rothmans-Honda | NSR500 | JAP Ret | AUS -   | MAL -   | ESP - | ITA DNS | EUR - | ALE 3   | NED     | HUN 6   | FRA 2   | GBR 1   | BRA 4   | RSA 2 |         |       | 78   | 6.º  |

## Palmarés
- Campeón del mundo de 500 cc en 1987
- Campeón de las 8 horas de Suzuka en 1985, 1986, 1991, 1992

## Reconocimientos
- Tras su victoria en el Campeonato del Mundo de 500 cc en 1987, Gardner fue nombrado Miembro de la Orden de Australia (AM) en 1988.
- La Federación Internacional de Motociclismo lo honró como una leyenda de MotoGP.[1]
- Fue introducido en el salón de la fama del deporte Australiano en 1991.[2]
- Recibió la medalla deportiva australiana en 2000.[3]
- La recta principal del Circuito de Phillip Island recibe el nombre de Gardner Straight (Recta Gardner) en su honor.

## Galería de imágenes
|                                               |
| Honda RVF750 de las 8 Horas de Suzuka de 1985 |

|                           |
| NSR500 de Gardner de 1987 |

|                           |
| NSR500 de Gardner de 1988 |

|                                                |
| Gardner, durante las 8 Horas de Suzuka de 1990 |

|                           |
| NSR500 de Gardner de 1992 |